# Dana Glöss
Dana Glöss (Werdau, 14 de diciembre de 1982) es una deportista alemana que compitió en ciclismo en la modalidad de pista, especialista en la prueba de velocidad por equipos.
Ganó una medalla de bronce en el Campeonato Mundial de Ciclismo en Pista de 2008, en la prueba de velocidad por equipos.

## Medallero internacional
| Campeonato Mundial | Campeonato Mundial       | Campeonato Mundial | Campeonato Mundial    |
| Año                | Lugar                    | Medalla            | Competición           |
| ------------------ | ------------------------ | ------------------ | --------------------- |
| 2008               | Mánchester (Reino Unido) | Medalla de bronce  | Velocidad por equipos |